# Gran Premio motociclistico di Catalogna 2000
Il Gran Premio motociclistico di Catalogna 2000 corso l'11 giugno, è stato il settimo Gran Premio della stagione 2000 del motomondiale e con questa prova si raggiunse il traguardo del seicentesimo gran premio della storia dall'esordio avvenuto con il Tourist Trophy 1949.
Si sono registrate le vittorie della Suzuki di Kenny Roberts Jr nella classe 500, di Olivier Jacque nella classe 250 e di Simone Sanna nella classe 125.
La giornata di gara è stata disturbata dalla pioggia che ha causato numerosi incidenti.
Nella classe 125 si registra il caso di soli 14 piloti giunti al traguardo, di conseguenza il punto destinato al 15º arrivato non viene assegnato; Sanna in questa occasione conquista il suo primo successo in una gara del motomondiale.

## Classe 500

### Arrivati al traguardo
| Pos | Nº | Pilota                   | Squadra                    | Motocicletta | Giri | Tempo     | Griglia | Punti |
| --- | -- | ------------------------ | -------------------------- | ------------ | ---- | --------- | ------- | ----- |
| 1   | 2  | Kenny Roberts Jr         | Telefonica Movistar Suzuki | Suzuki       | 25   | 51:31.504 | 2       | 25    |
| 2   | 6  | Norick Abe               | Antena 3 Yamaha-d'Antin    | Yamaha       | 25   | +4.454    | 12      | 20    |
| 3   | 46 | Valentino Rossi          | Nastro Azzurro Honda       | Honda        | 25   | +9.541    | 9       | 16    |
| 4   | 9  | Nobuatsu Aoki            | Telefonica Movistar Suzuki | Suzuki       | 25   | +12.621   | 5       | 13    |
| 5   | 4  | Max Biaggi               | Marlboro Yamaha            | Yamaha       | 25   | +17.224   | 8       | 11    |
| 6   | 65 | Loris Capirossi          | Emerson Honda Pons         | Honda        | 25   | +25.906   | 2       | 10    |
| 7   | 17 | Jurgen van den Goorbergh | Rizla Honda                | TSR-Honda    | 25   | +45.688   | 15      | 9     |
| 8   | 11 | David de Gea             | Proton TEAM KR             | Modenas KR3  | 25   | +1:02.945 | 17      | 8     |
| 9   | 31 | Tetsuya Harada           | Blu Aprilia                | Aprilia      | 25   | +1:21.784 | 14      | 7     |
| 10  | 15 | Yoshiteru Konishi        | FCC TSR                    | TSR-Honda    | 25   | +1:33.670 | 19      | 6     |
| 11  | 18 | Sébastien Le Grelle      | Tecmas Honda Elf           | Honda        | 24   | +1 giro   | 21      | 5     |
| 12  | 99 | Jeremy McWilliams        | Blu Aprilia                | Aprilia      | 24   | +1 giro   | 13      | 4     |
| 13  | 55 | Régis Laconi             | Red Bull Yamaha WCM        | Yamaha       | 24   | +1 giro   | 11      | 3     |
| 14  | 12 | Shane Norval             | Sabre Sport                | Honda        | 24   | +1 giro   | 20      | 2     |
| 15  | 8  | Tadayuki Okada           | Repsol YPF Honda           | Honda        | 24   | +1 giro   | 6       | 1     |
| 16  | 24 | Garry McCoy              | Red Bull Yamaha WCM        | Yamaha       | 23   | +2 giri   | 18      |       |

### Ritirati
| Nº | Pilota        | Squadra            | Motocicletta | Giri | Griglia |
| -- | ------------- | ------------------ | ------------ | ---- | ------- |
| 10 | Alex Barros   | Emerson Honda Pons | Honda        | 12   | 1       |
| 1  | Àlex Crivillé | Repsol YPF Honda   | Honda        | 10   | 7       |
| 5  | Sete Gibernau | Repsol YPF Honda   | Honda        | 5    | 10      |
| 7  | Carlos Checa  | Marlboro Yamaha    | Yamaha       | 4    | 4       |

### Non partito
| Nº | Pilota            | Moto  | Griglia |
| -- | ----------------- | ----- | ------- |
| 25 | José Luis Cardoso | Honda | 16      |

## Classe 250

### Arrivati al traguardo
| Pos | Nº | Pilota             | Squadra                    | Motocicletta | Giri | Tempo     | Griglia | Punti |
| --- | -- | ------------------ | -------------------------- | ------------ | ---- | --------- | ------- | ----- |
| 1   | 19 | Olivier Jacque     | Chesterfield Yamaha Tech 3 | Yamaha       | 23   | 48:23.116 | 4       | 25    |
| 2   | 4  | Tōru Ukawa         | Shell Advance Honda        | Honda        | 23   | +4.025    | 3       | 20    |
| 3   | 56 | Shin'ya Nakano     | Chesterfield Yamaha Tech 3 | Yamaha       | 23   | +8.177    | 1       | 16    |
| 4   | 74 | Daijirō Katō       | Axo Honda Gresini          | Honda        | 23   | +12.811   | 7       | 13    |
| 5   | 21 | Franco Battaini    | Eurobet team Battaini      | Aprilia      | 23   | +12.998   | 9       | 11    |
| 6   | 13 | Marco Melandri     | Blu Aprilia                | Aprilia      | 23   | +13.161   | 5       | 10    |
| 7   | 6  | Ralf Waldmann      | Aprilia Germany            | Aprilia      | 23   | +46.137   | 2       | 9     |
| 8   | 8  | Naoki Matsudo      | Petronas Sprinta Team TVK  | Yamaha       | 23   | +49.412   | 17      | 8     |
| 9   | 14 | Anthony West       | Shell Advance Honda        | Honda        | 23   | +49.458   | 24      | 7     |
| 10  | 77 | Jamie Robinson     | QUB Team Optimum           | Aprilia      | 23   | +56.066   | 10      | 6     |
| 11  | 16 | Johan Stigefelt    | Dee Cee Jeans Racing       | TSR-Honda    | 23   | +58.740   | 19      | 5     |
| 12  | 41 | Jarno Janssen      | Rizla Honda                | TSR-Honda    | 23   | +1:08.906 | 14      | 4     |
| 13  | 42 | David Checa        | Team Fomma                 | TSR-Honda    | 23   | +1:09.056 | 22      | 3     |
| 14  | 20 | Jerónimo Vidal     | CC Valencia Airtel Aspar   | Aprilia      | 23   | +1:12.935 | 26      | 2     |
| 15  | 26 | Klaus Nöhles       | Aprilia Germany            | Aprilia      | 23   | +1:16.235 | 12      | 1     |
| 16  | 22 | Sébastien Gimbert  | Tino Villa Racing          | TSR-Honda    | 23   | +1:16.403 | 29      |       |
| 17  | 31 | Lucas Oliver Bultó | Antena 3 Yamaha-d'Antin    | Yamaha       | 23   | +1:24.739 | 27      |       |
| 18  | 10 | Fonsi Nieto        | Antena 3 Yamaha-d'Antin    | Yamaha       | 23   | +1:24.826 | 25      |       |
| 19  | 24 | Jason Vincent      | Padgetts M/C Sales         | Aprilia      | 23   | +1:38.584 | 11      |       |
| 20  | 18 | Shahrol Yuzy       | Petronas Sprinta Team TVK  | Yamaha       | 23   | +1:38.693 | 15      |       |
| 21  | 15 | Adrian Coates      | QUB Team Optimum           | Aprilia      | 23   | +1:54.290 | 16      |       |
| 22  | 23 | Julien Allemand    | Yamaha Kurz Aral           | Yamaha       | 22   | +1 giro   | 28      |       |

### Ritirati
| Nº | Pilota            | Squadra                   | Motocicletta | Giri | Griglia |
| -- | ----------------- | ------------------------- | ------------ | ---- | ------- |
| 33 | David Tomás       | Queroseno Racing          | Honda        | 20   | 31      |
| 37 | Luca Boscoscuro   | Diesel Vasco Rossi Racing | Aprilia      | 15   | 21      |
| 30 | Alex Debón        | CC Valencia Airtel Aspar  | Aprilia      | 15   | 8       |
| 54 | David García      | PR2 - Circuito de Almería | Aprilia      | 14   | 23      |
| 11 | Ivan Clementi     | Campetella Racing         | Aprilia      | 9    | 18      |
| 38 | Álvaro Molina     | Echo Racing               | TSR-Honda    | 9    | 30      |
| 9  | Sebastián Porto   | Edo Racing                | Yamaha       | 5    | 13      |
| 44 | Roberto Rolfo     | Racing Factory            | Aprilia      | 5    | 20      |
| 34 | Marcellino Lucchi | Blu Aprilia               | Aprilia      | 0    | 6       |

### Non partito
| Nº | Pilota            | Squadra           | Motocicletta | Griglia |
| -- | ----------------- | ----------------- | ------------ | ------- |
| 27 | Fabrizio De Marco | Axo Honda Gresini | Honda        | 32      |

## Classe 125

### Arrivati al traguardo
| Pos | Nº | Pilota          | Squadra                     | Motocicletta | Giri | Tempo     | Griglia | Punti |
| --- | -- | --------------- | --------------------------- | ------------ | ---- | --------- | ------- | ----- |
| 1   | 16 | Simone Sanna    | Diesel Vasco Rossi Racing   | Aprilia      | 22   | 47:54.390 | 12      | 25    |
| 2   | 3  | Masao Azuma     | Benetton Playlife           | Honda        | 22   | +10.770   | 11      | 20    |
| 3   | 23 | Gino Borsoi     | LAE - UGT 3000              | Aprilia      | 22   | +11.012   | 13      | 16    |
| 4   | 21 | Arnaud Vincent  | CC Valencia Airtel Aspar    | Aprilia      | 22   | +32.298   | 21      | 13    |
| 5   | 35 | Reinhard Stolz  | R.S. ADAC - Esch Racing     | Honda        | 22   | +1:14.098 | 22      | 11    |
| 6   | 22 | Pablo Nieto     | Derbi Racing                | Derbi        | 22   | +1:23.253 | 5       | 10    |
| 7   | 11 | Max Sabbatani   | Racing Service              | Honda        | 22   | +1:27.049 | 20      | 9     |
| 8   | 18 | Toni Elías      | Chupa Chups Matteoni Racing | Honda        | 22   | +1:37.000 | 19      | 8     |
| 9   | 29 | Ángel Nieto Jr  | Telefonica Movistar Team    | Honda        | 22   | +1:40.199 | 23      | 7     |
| 10  | 24 | Leon Haslam     | Italjet Moto                | Italjet      | 22   | +1:46.951 | 24      | 6     |
| 11  | 26 | Ivan Goi        | Team Fomma                  | Honda        | 22   | +1:50.843 | 17      | 5     |
| 12  | 34 | Eric Bataille   | Queroseno Racing            | Honda        | 22   | +2:09.311 | 27      | 4     |
| 13  | 12 | Randy de Puniet | Scrab Competition           | Aprilia      | 21   | +1 giro   | 14      | 3     |
| 14  | 45 | Ivan Martínez   | Boydis-Beatriz Hoteles      | Aprilia      | 21   | +1 giro   | 26      | 2     |

### Ritirati
| Nº | Pilota             | Squadra                   | Motocicletta | Giri | Griglia |
| -- | ------------------ | ------------------------- | ------------ | ---- | ------- |
| 9  | Lucio Cecchinello  | Givi Honda LCR            | Honda        | 14   | 4       |
| 15 | Alex De Angelis    | Chupa Chups Matteoni      | Honda        | 14   | 8       |
| 50 | Joaquin Perera     | T.M.R. Competicion        | Honda        | 14   | 28      |
| 17 | Steve Jenkner      | Pev Massivhaus ADAC       | Honda        | 13   | 10      |
| 51 | Marco Petrini      | Semprucci Biesse Aprilia  | Aprilia      | 12   | 18      |
| 4  | Roberto Locatelli  | Diesel Vasco Rossi Racing | Aprilia      | 7    | 1       |
| 54 | Manuel Poggiali    | Derbi Racing              | Derbi        | 7    | 15      |
| 10 | Adrián Araujo      | Antinucci Racing          | Honda        | 3    | 25      |
| 1  | Emilio Alzamora    | Telefonica Movistar Team  | Honda        | 2    | 7       |
| 53 | William De Angelis | Semprucci Biesse Aprilia  | Aprilia      | 2    | 16      |
| 8  | Gianluigi Scalvini | Bossini Fontana Racing    | Aprilia      | 2    | 6       |
| 41 | Yōichi Ui          | Derbi Racing              | Derbi        | 0    | 2       |
| 5  | Noboru Ueda        | Givi Honda LCR            | Honda        | 0    | 3       |

### Non partito
| Nº | Pilota         | Squadra      | Motocicletta | Griglia |
| -- | -------------- | ------------ | ------------ | ------- |
| 39 | Jaroslav Huleš | Italjet Moto | Italjet      | 9       |

### Non qualificati
| Nº | Pilota          | Moto    |
| -- | --------------- | ------- |
| 32 | Mirko Giansanti | Honda   |
| 47 | Ángel Rodríguez | Aprilia |